# Eszter Muhari
Eszter Muhari, née le 30 septembre 2002 est une escrimeuse hongroise, pratiquant l'épée.

## Biographie
En 2023, elle remporte de nouveau le championnat national en individuel
Elle est médaillée de bronze en épée féminine individuelle aux Jeux olympiques d'été de 2024 à Paris.

## Palmarès
- Jeux olympiques
  -  Médaille de bronze en individuel en 2024 à Paris
- Championnats d'Europe
  -  Médaille d'argent par équipes en 2024 à Bâle
  -  Médaille d'argent par équipes en 2023 à Cracovie
- Championnats de Hongrie
  -  Médaillée d'or en individuel en 2018, 2019, 2021 et 2024